# Национален демократичен гръцки съюз
Националният демократичен гръцки съюз (на гръцки: Εθνικός Δημοκρατικός Ελληνικός Σύνδεσμος, абревиатура: ЕДЕС (на гръцки: ΕΔΕΣ)) е паравоенна републиканска организация за съпротива в Гърция, по време на Втората световна война.
ЕДЕС е единствената организация осъществила, и способна реално да осъществява, конфронтация с лявоориентираната ЕАМ и нейното въоръжено крило - ЕЛАС. Постфактум този конфликт прераства в гражданска война в Гърция.

## Идеология
ЕДЕС е основана на 9 септември 1941 г. от бивши офицери от разбитата гръцка армия във ВСВ, начело с Наполеон Зервас. Видно и от името, ЕДЕС е първоначално срещу възстановяването на монархията, което създава сериозни пречки за социалната ѝ база. Независимо от това, тя е втората по значение и важност съпротивителна организация в Гърция по време на ВСВ :
| Име                                                                         | Политическа ориентация                                              | Политически лидер                                | Военни сили                                                            | Военен лидер                           | Численост |
| --------------------------------------------------------------------------- | ------------------------------------------------------------------- | ------------------------------------------------ | ---------------------------------------------------------------------- | -------------------------------------- | --------- |
| ЕАМ (Ethnikó Apeleftherotikó Métopo/ΕΑΜ)                                    | лява ориентация, тясно свързана с Комунистическата партия на Гърция | Георгиос Сиантос                                 | ЕЛАС (Ellinikós Laikós Apeleftherotikós Stratós/ELAS)                  | Арис Велухиотис, Стефанос Сарафис      | 100 000   |
| ЕДЕС (Ethnikós Dimokratikós Ellinikós Sýndesmos/EDES)                       | венизелизъм, републиканство, социализъм, антикомунизъм              | Николаос Пластирас (номинално), Комнин Пиромаглу | Народни групи гръцки въстаници (Ethnikés Omádes Ellínon Antartón/EOEA) | Наполеон Зервас                        | 14 000    |
| Народно и социално освобождение (Ethnikí Kai Koinonikí Apelefthérosis/EKKA) | венизелизъм, републиканство, либерализъм, антикомунизъм             | Георгиос Карталис                                | Евзонски полк 5/42                                                     | Димитриос Псарос и Еврипидис Бакирдзис | 1000      |

Номинално начело на организацията е Николаос Пластирас, който е емигрант във Франция на режим Виши.